# Abrodictyum strictum
Abrodictyum strictum är en hinnbräkenväxtart som först beskrevs av Menzies, William Jackson Hooker och Grev., och fick sitt nu gällande namn av Ebihara och K. Iwats. Abrodictyum strictum ingår i släktet Abrodictyum och familjen Hymenophyllaceae. Inga underarter finns listade.